# Andrea Ferrucci
Andrea Ferrucci ou Andrea di Piero Ferruzzi dit Andrea da Fiesole (Fiesole, 1465 - Florence, 1526) est un sculpteur italien de la Renaissance, le cousin de Francesco di Simone Ferrucci (1437-1493). 

## Biographie
Andrea Ferrucci fut l'élève de Michèle Maini de Fiesole. Il travailla pour le roi  Ferdinand Ier de Naples en 1487, et il épousa la fille d'Antonio di Giorgio Marchesi (1451-1522), architecte et ingénieur militaire de la cour.  
Silvio Cosini fut de ses élèves.
De 1512 à 1518, il dirige les travaux de la cathédrale de Florence, pour laquelle il a lui-même exécuté une statue de Saint-André. En 1519, il assure la conception de l'autel de marbre de la chapelle Bakócz à Esztergom pour l'archevêque Tamás Bakócz, un bâtiment de la Renaissance en Hongrie.
Son travail le plus important est la création les fonts baptismaux à Pistoia. D'autres œuvres de Ferrucci sont les tombeaux des Saliceti à San Martino Maggiore (1503) et de San Domenico (1512), et le tombeau Strozzi à Santa Maria Novella.
Il meurt à Florence en 1526.

## Œuvres

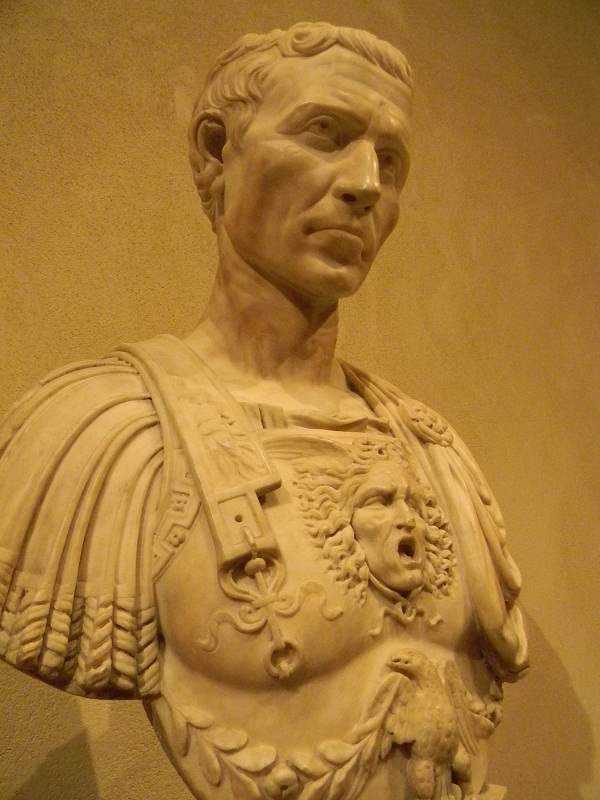
Jules César au Metropolitan Museum of Art.

- Buste de 1521 représentant Marsile Ficin, Santa Maria del Fiore, Florence
- Nativité, musée médiéval de Bologne
- Jules César, buste, au Metropolitan Museum of Art.